# Guanaceví
Guanaceví é um município do estado de Durango, no México.

## Demografia
O censo populacional de 2000 estimou uma população de 10,224 habitantes, sendo 4,813 mulheres e 5,038 homens.